# Carlos Aponte
Carlos Aponte Benítez (* 24. Januar 1939 in Tunja; † 1. August 2008 in Bogotá) war ein kolumbianischer Fußballspieler. Der Abwehrspieler nahm mit der kolumbianischen Nationalmannschaft an der Fußball-Weltmeisterschaft 1962 in Chile teil.

## Karriere

### Verein
Carlos Aponte, auch unter seinem Spitznamen Copetín bekannt, zog in jungen Jahren aus seiner Geburtsstadt Tunja nach Bogotá, wo er sich Santa Fe anschloss. 1958 kam er in das Profiteam des Klubs und spielte dort nach einer Station für ein Jahr bei Unión Magdalena bis 1966. Seine letzten Karriereejahre verbrachte er bei Deportes Tolima. In seiner Zeit bei Santa Fe wurde der Defensivakteur drei Mal kolumbianischer Meister.

### Nationalmannschaft
Aponte gehörte zum Kader der kolumbianischen Nationalmannschaft für die Weltmeisterschaft 1962, kam dort jedoch nicht zum Einsatz. Die Cafeteros schieden in der Gruppenphase mit einem Punkt aus drei Spielen aus. Im Folgejahr nahm er am Campeonato Sudamericano 1963 teil und bestritt vier Turnierspiele. Kolumbien wurde mit einem Unentschieden und sechs Niederlagen Turnierletzter.

## Erfolge
Santa Fe
- Kolumbianischer Meister: 1958, 1960, 1966